# Paddy McCarthy
Patrick „Paddy” McCarthy (ur. 31 maja 1983 w Dublinie) – irlandzki piłkarz występujący na pozycji obrońcy.

## Statystyki kariery
| Sezon   | Klub                    | Kraj   | Rozgrywki                       | Mecze | Bramki |
| ------- | ----------------------- | ------ | ------------------------------- | ----- | ------ |
| 2002/03 | Manchester City         | Anglia | Premiership                     | 0     | 0      |
| 2002/03 | Boston United (wyp.)    | Anglia | Football League Third Division  | 12    | 0      |
| 2002/03 | Notts County (wyp.)     | Anglia | Football League Second Division | 6     | 0      |
| 2003/04 | Manchester City         | Anglia | Premiership                     | 0     | 0      |
| 2004/05 | Leicester City          | Anglia | Championship                    | 12    | 0      |
| 2005/06 | Leicester City          | Anglia | Championship                    | 38    | 2      |
| 2006/07 | Leicester City          | Anglia | Championship                    | 22    | 1      |
| 2007/08 | Charlton Athletic       | Anglia | Championship                    | 29    | 2      |
| 2008/09 | Crystal Palace          | Anglia | Championship                    | 27    | 3      |
| 2009/10 | Crystal Palace          | Anglia | Championship                    | 20    | 0      |
| 2010/11 | Crystal Palace          | Anglia | Championship                    | 43    | 1      |
| 2011/12 | Crystal Palace          | Anglia | Championship                    | 43    | 2      |
| 2012/13 | Crystal Palace          | Anglia | Championship                    | 0     | 0      |
| 2013/14 | Crystal Palace          | Anglia | Premier League                  | 1     | 0      |
| 2014/15 | Crystal Palace          | Anglia | Premier League                  | 0     | 0      |
| 2014/15 | Sheffield United (wyp.) | Anglia | League One                      | 11    | 1      |
| 2014/15 | Bolton Wanderers (wyp.) | Anglia | Championship                    | 5     | 0      |